# Кургускин, Олег Анатольевич
Оле́г Анато́льевич Кургу́скин (род. 11 апреля 1966, Элиста, СССР) — спидвейный гонщик, мастер спорта международного класса, главный тренер клуба Мега-Лада (Тольятти) в гонках на гаревой дорожке (спидвее) и мотогонках на льду. Двенадцатикратный чемпион России в командном зачёте, четырёхкратный чемпион России в личном зачёте, трёхкратный чемпион России в парном зачёте, вице-чемпион мира в составе сборной России, трижды обладатель Кубка европейских чемпионов.

## Биография
Фамилия гонщика изначально должна была писаться как «Кургузскин», однако сотрудники паспортного стола Элисты при оформлении документов совершили ошибку, пропустив букву «з».
В детстве занимался различными видами спорта: лёгкой атлетикой, футболом, баскетболом, борьбой, плаванием, теннисом. В 14 лет попал в секцию спидвея в родной Элисте. В 16 лет его взяли как юниора в местную команду «Тайфун». Первый тренер — Вячеслав Меркулов.

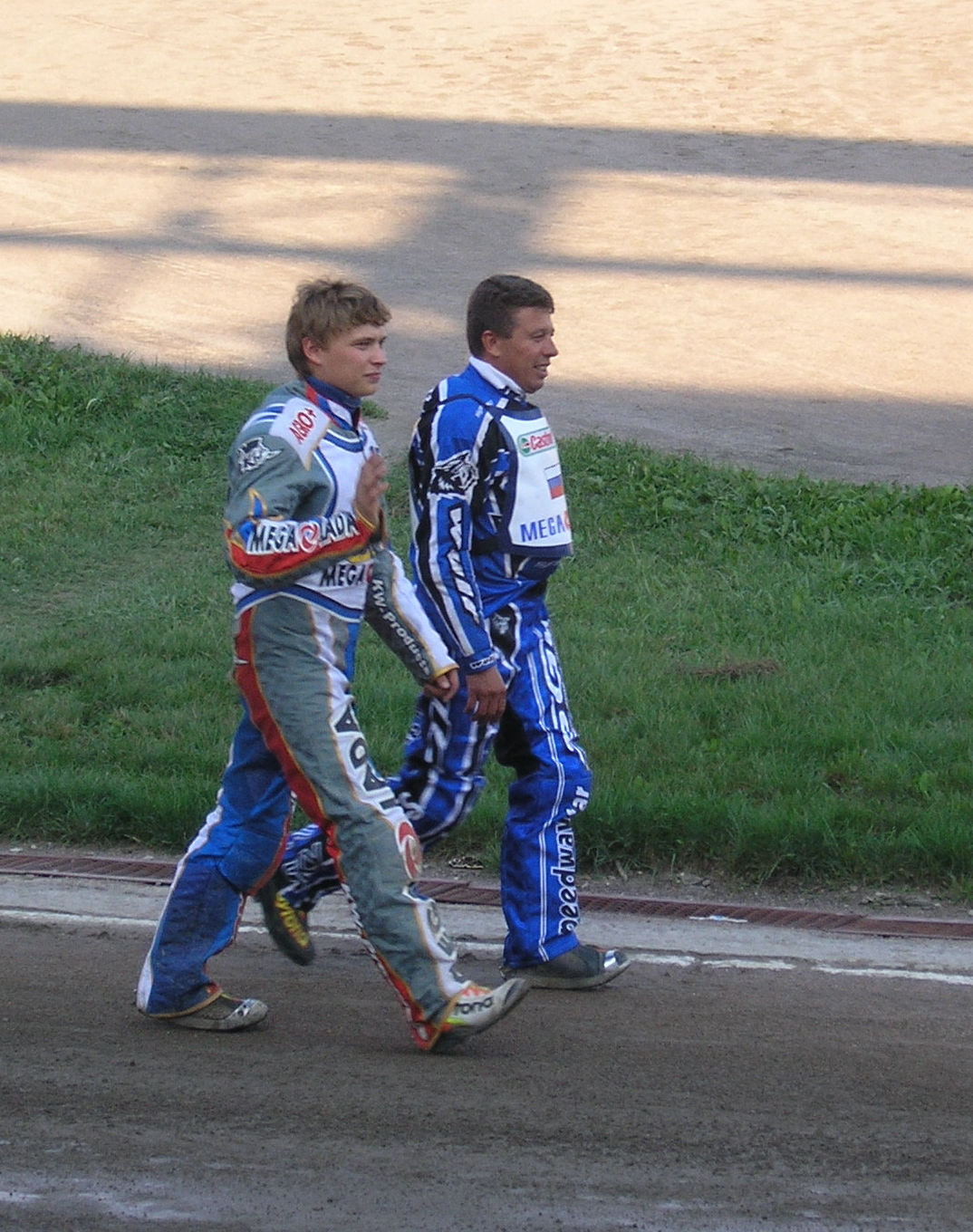
Олег Кургускин (справа) и Эмиль Сайфутдинов перед гонкой

В 1987 году стал чемпионом СССР среди юниоров. С 1987 — в сборной страны на различных международных соревнованиях. В 1989 и 1991 г. становился вице-чемпионом СССР в личном зачёте.
В 1992 перешёл в черкесскую команду «Монолит», в 1994 — в тольяттинскую команду «Жигули» (позже «Мега-Лада»), в составе которой двенадцать раз выиграл командный чемпионат страны и четырежды — личный.
В 1996 г. стал вице-чемпионом мира в составе сборной России.
С 2003 — главный тренер команды, в 2003—2009 гг. совмещал должности гонщика и тренера.
В 2021 г. под руководством О.Кургускина «Мега-Лада» в шестнадцатый раз выиграла чемпионат страны.
В 1988 году женился, жена Ирина, сын Анатолий, спидвейный судья Всероссийской категории.
Брат Евгений Кургузскин также принимал участие в спидвейных соревнованиях в составе «Мега-Лады», позже — механик команды.
Помимо гаревого спидвея, принимал участие в спидвейных гонках на траве и длинном треке, наивысшее достижение — вице-чемпион Европы 1998 в трековых гонках на траве.

## Среднезаездный результат
| Лига        | 1983            | 1984            | 1985            | 1986            | 1987            | 1988            | 1989            | 1990            | 1991            | 1992            |
| ----------- | --------------- | --------------- | --------------- | --------------- | --------------- | --------------- | --------------- | --------------- | --------------- | --------------- |
| (ВЛ) /      | ??? Тайфун      | ??? Тайфун      | -               | 1,611 Тайфун    | -               | -               | -               | -               | -               | 2,700 Монолит   |
| (1А)        | -               | -               | -               | -               | ??? Тайфун      | ??? Тайфун      | ??? Тайфун      | -               | 2,500 Тайфун    | -               |
| (1Б)        | -               | -               | -               | -               | -               | -               | -               | ??? Тайфун      | -               | -               |
| Лига        | 1993            | 1994            | 1995            | 1996            | 1997            | 1998            | 1999            | 2000            | 2001            | 2002            |
| Флаг России | 2,591 Монолит   | 2,800 Жигули    | 2,625 Мега-Лада | 2,568 Мега-Лада | 2,054 Мега-Лада | 2,267 Мега-Лада | 2,667 Мега-Лада | 2,588 Мега-Лада | 2,250 Мега-Лада | 2,583 Мега-Лада |
| (I)         | -               | -               | -               | -               | -               | -               | -               | 2,106 Искра     | 0,400 Лодзь     | -               |
| (II)        | -               | -               | -               | -               | -               | -               | 2,402 Искра     | -               | -               | -               |
| Лига        | 2003            | 2004            | 2005            | 2006            | 2007            | 2008            | 2009            | 2010            | 2011            | 2012            |
| Флаг России | 2,547 Мега-Лада | 2,429 Мега-Лада | 2,623 Мега-Лада | 1,800 Мега-Лада | 2,000 Мега-Лада | 1,000 Мега-Лада | 1,000 Мега-Лада | -               | -               | -               |

## Достижения
| - Чемпионат СССР по спидвею среди юниоров: в личном зачёте — 1 место (1987) - Чемпионат СССР по спидвею в личном зачёте — 2 место (1989, 1991) - Чемпионат России по спидвею среди юниоров: в личном зачёте — 3 место (1987) - Чемпионат России по спидвею в командном зачёте — 3 место (1993, 2009), 2 место (1997, 1999, 2000), 1 место (1994, 1995, 1996, 1998, 2001, 2002, 2003, 2004, 2005, 2006, 2007, 2008) в личном зачёте — 1 место (1994, 1999, 2003, 2004), 2 место (1996, 2002) в парном зачёте — 1 место (2000, 2004, 2005), 2 место (1998, 1999, 2001), 3 место (2009) - Кубок МФР по спидвею в командном зачёте — 2 место (2005) в личном зачёте — 2 место (2002) | На международных соревнованиях Юниорские соревнования ЛЧМЮ — 14 место (1987) Взрослые соревнования ЛЧЕ — 14 место в ½ финала (2001) КЕЧ — 3 место (1999) , 1 место (2002, 2003, 2005) , 2 место (2004) (все — за «Мега-Ладу») ПЧМ — 6 место в ½ финала (1991), 7 место в ½ финала (1993, участвовал только в ¼ финала) КЧМ и ККМ — 11 место (1993), 18 место (1995), 2 место (1996) , 8 место (1998, 2001), 9 место (1999), 7 место (2005) ЛЧМ — 13 место в 1/8 финала (1988, 1989), 17 место в континентальном ¼ финала (1990), 11 место в континентальном ½ финала (1991), 16 место в континентальном ½ финала (1992), 15 место в континентальном ¼ финала (1993), 13 место в континентальном ½ финала (1994) Гран-При Челлендж 1996: 7 место в континентальном четвертьфинале Гран-При Челлендж 1997: 12 место в континентальном финале Гран-При Челлендж 1998: 14 место в отборочном соревновании Гран-При Челлендж 1999: 11 место в отборочном соревновании Гран-При Челлендж 2000: 11 место в континентальном полуфинале Гран-При Челлендж 2002: 14 место в отборочном соревновании Гран-При Челлендж 2004: 10 место в отборочном соревновании |  |

## Спидвей на длинном треке и траве
Достижения:
- Чемпионат России по спидвею на длинном треке

в личном зачёте — 1 место (1988), 3 место (1990)
- Чемпионат СССР по спидвею на длинном треке

в личном зачёте — 1 место (1991), 2 место (1989, 1990)
в командном зачёте — 1 место (1989, 1991)
- Чемпионат мира по спидвею длинном треке

в личном зачёте — 10 место в ¼ финала (1991), 13 место в ½ финала (1993), 17 место (1994), 1 место в ½ финала, неучастие в финале (1995), 21 место (1997)
- Личный чемпионат Европы по спидвею на траве

1 место в ½ финала, неучастие в финале (1992), 5 место в ½ финала (1994), 6 место в ½ финала (1995), 16 место (1996), 2 место (1998),